# Подоляк Аліса Олександрівна
Аліса Олександрівна Подоляк (24 липня 1981, Херсон) — український дипломат. Тимчасовий повірений у справах України в Латвії.

## Життєпис
Народилася 24 липня 1981 року у місті Херсон. У 2005 році закінчила Інститут міжнародних відносин Київського національного університету імені Тараса Шевченка; У 2010 році Нідерландський інститут міжнародних відносин «Clingendael»; У 2014 Європейський Центр дослідження проблем безпеки імені Дж. К. Маршалла (Гарміш-Партенкірхен, Німеччина). Володіє українською, російською, англійською та німецькою мовами.
У 2003—2008 рр. — працювала в Українському національному інформаційному агентстві «УКРІНФОРМ».
У 2008—2014 рр. — співробітник Департаменту інформаційної політики Міністерства закордонних справ України.
У 2014—2017 рр. — Перший секретар Посольства України в Латвійській Республіці.
У 2017—2019 рр. — Тимчасовий повірений у справах України в Латвійській Республіці.